# Land of Hope and Glory

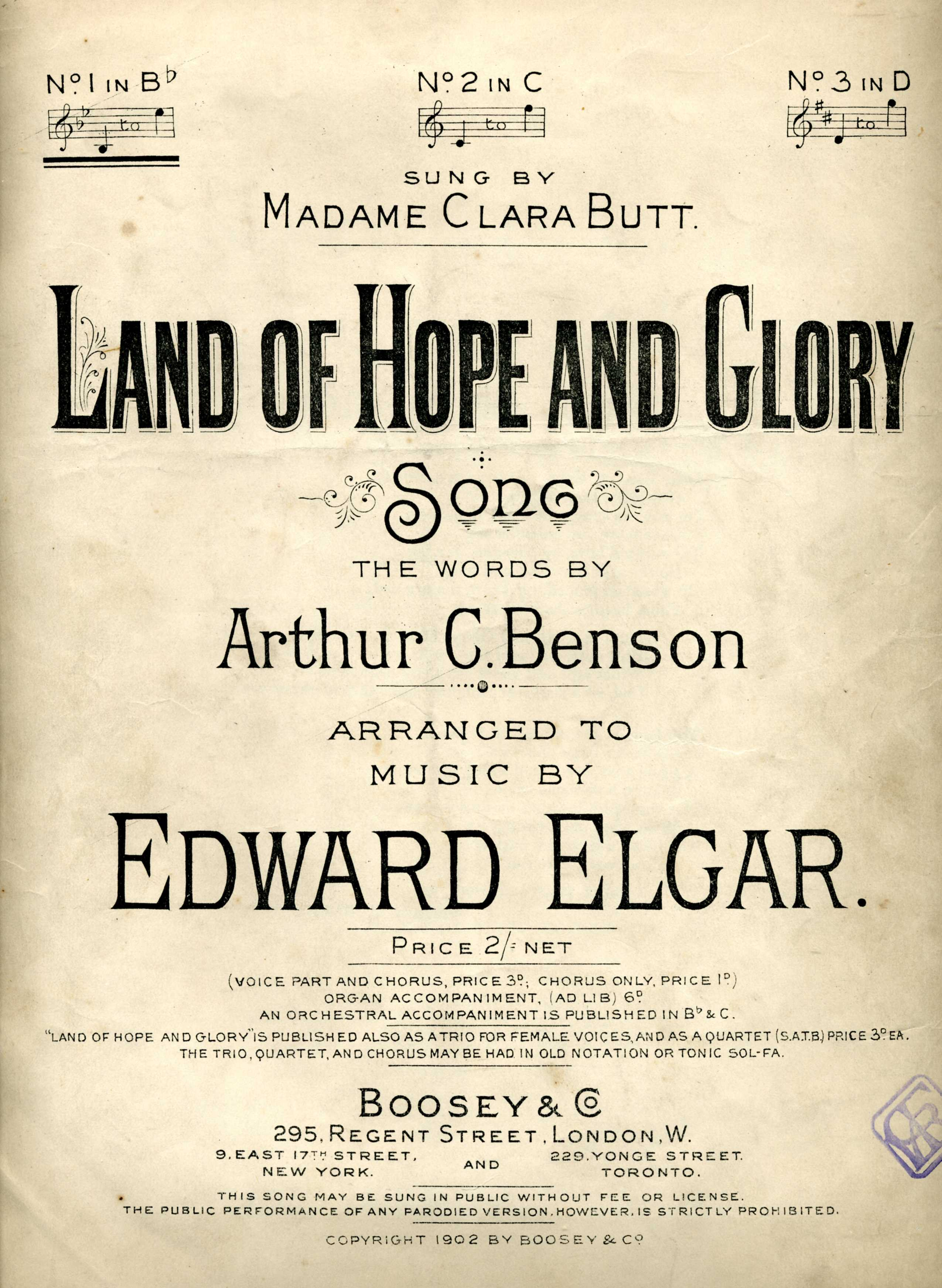
Eerste uitgave (1902), titelblad

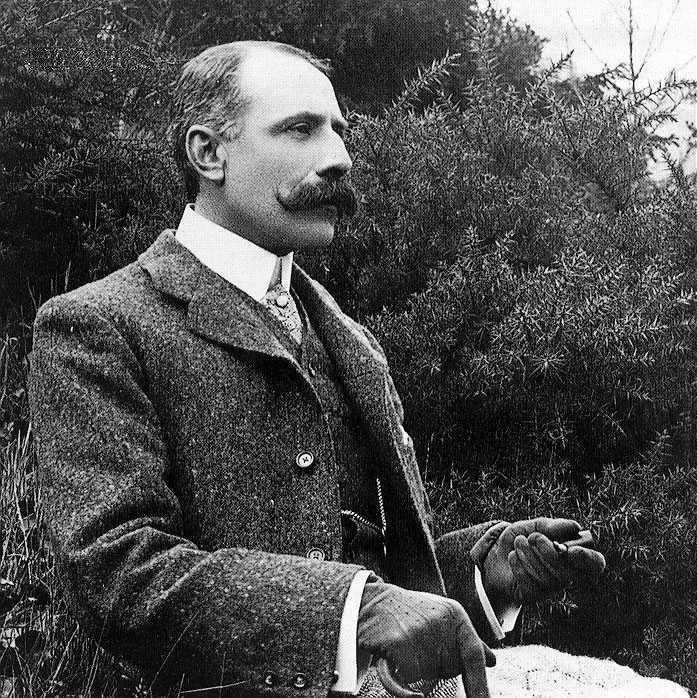
Componist Edward Elgar (1857-1934)

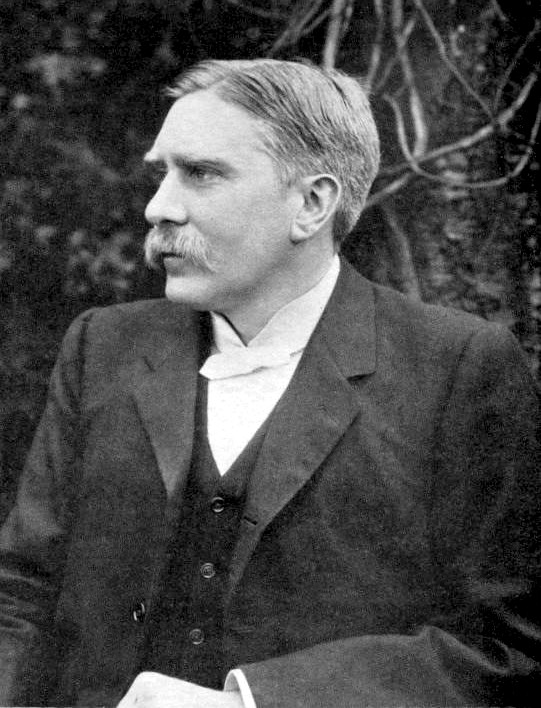
Tekstdichter A.C. Benson (1862-1925)

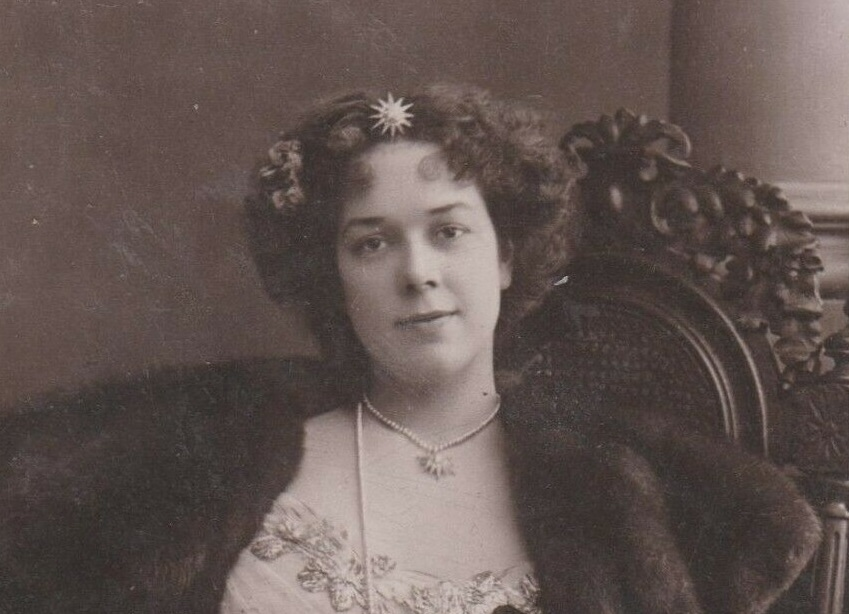
Eerste zangeres Clara Butt (1872-1936)

Land of Hope and Glory is een Brits patriottisch lied uit 1901 (muziek) en 1902 (tekst).
De tekst is geschreven door Arthur Christopher Benson en de muziek is afkomstig van Edward Elgars eerste Pomp and Circumstance-mars uit 1901, die bij de Proms van dat jaar voor het eerst instrumentaal werd uitgevoerd onder leiding van Henry Wood. De mars heeft de vorm van een scherzo, waarvan het middengedeelte als trio fungeert. De hymnische melodie van dat trio sprak koning Edward VII zo aan, dat hij Elgar het advies gaf die te gebruiken voor een gezongen lied.
Toen Elgar dat advies opvolgde, schreef Benson de patriottische tekst. In de tijd waarin dit lied werd geschreven had het koloniale Britse Rijk zijn grootste omvang. Het lied roept op de grenzen van dit rijk steeds "ruimer en ruimer" te trekken, en stelt het voor als de wil van God dat Groot-Brittannië zo machtig geworden is. Het lied werd door leden van de Britse Conservative Party lang gezien als hun (onofficiële) partijlied. Bij sportwedstrijden kreeg het vaak de rol van volkslied in plaats van God Save the Queen.
Het lied werd voor het eerst vertolkt in juni 1902 door de Britse altzangeres Clara Butt. Zij legde Land of Hope and Glory in 1911 vast op de fonografische cilinder (wasrol).  
In de ochtend van 12 november 1931 dirigeerde componist Sir Edward Elgar persoonlijk het London Symphony Orchestra in de Pomp and Circumstance March No. 1 bij de openingsceremonie van de EMI Studios aan Abbey Road in Londen, veel later de Abbey Road Studios genoemd. Journaalcamera's legden het moment voor het nageslacht vast. De tonen van de instrumentale versie van Land of Hope and Glory waren daarmee de eerste geluiden die werden opgenomen op Abbey Road. 
De eveneens Britse Vera Lynn had van eind 1962 tot begin 1963 met het lied in Nederland een hit. Ze kreeg er een gouden plaat voor. In de zomer van 2020 werd de versie van de kort daarvoor overleden Lynn heruitgebracht en kwam in de top-drie van de Britse hitparade. 
De Pomp and Circumstance-mars vormt een vast onderdeel van de Londense Last Night of the Proms, waarbij de tekst van Land of Hope and Glory luidkeels door het publiek wordt meegezongen. 
Land of Hope and Glory is ook te horen in A Clockwork Orange en de Disneyfilm Fantasia 2000 met beelden van Donald Duck en de Ark van Noach.

## Tekst
Dear Land of Hope, thy hope is crowned,

       God make thee mightier yet!

    On Sov'ran brows, beloved, renowned,

       Once more thy crown is set.

   Thine equal laws, by Freedom gained,

       Have ruled thee well and long;

   By Freedom gained, by Truth maintained,

       Thine Empire shall be strong.

            Land of Hope and Glory, Mother of the Free,

            How shall we extol thee, who are born of thee?

            Wider still and wider shall thy bounds be set;

            God, who made thee mighty, make thee mightier yet,

            God, who made thee mighty, make thee mightier yet.

    Thy fame is ancient as the days,

       As Ocean large and wide:

    A pride that dares, and heeds not praise,

       A stern and silent pride;

    Not that false joy that dreams content

       With what our sires have won;

    The blood a hero sire hath spent

       Still nerves a hero son.

## Link
- Vera Lynn met het lied live op het Grand Gala du Disque 1962, ingeleid door Willem Duys
- Neêrland en Oranje op YouTube, gespeeld door Christelijk Mannenkoor 'Jeduthun' Amersfoort

## Trivia
- In diverse Nederlandse christelijke liedbundels is het lied In God’s overwinning te vinden dat door Charles A.E. Groot op de melodie van Land of hope and glory is geschreven. Het opgenomen in de bundels Zangbundel Joh. de Heer (lied nr. 103), Opwekkingsliederen (43), Hemelhoog (450) en Evangelische Liedbundel (247)
- Het Nederlandse patriottische lied Neêrland en Oranje gaat op de muziek van Land of Hope and Glory[2]